# Mausolée de l'émir Ali
Le mausolée de l'émir Ali (Imamzadeh-ye Alas Ebn-y Hamze) est un mausolée et une mosquée de Chiraz, en Iran, dans laquelle est enterré Ali Ibn Hamze. Celui-ci avait dû fuir à Chiraz en raison des persécutions exercées contre les chiites par les califes abbassides (voir aussi Musa al-Kazim, septième imam chiite).

Le sanctuaire actuel a été construit au XIXe siècle, après les destructions causées par divers séismes. La particularité de cet endroit est le dôme en oignon, typique du style architectural de Chiraz, les décorations intérieures réalisées avec des fragments de miroirs vénitiens. La porte d'entrée finement décorée est également d'une grande valeur.
La cour du sanctuaire est ornée des pierres tombales des familles inhumées là moyennant finances.

## Galerie

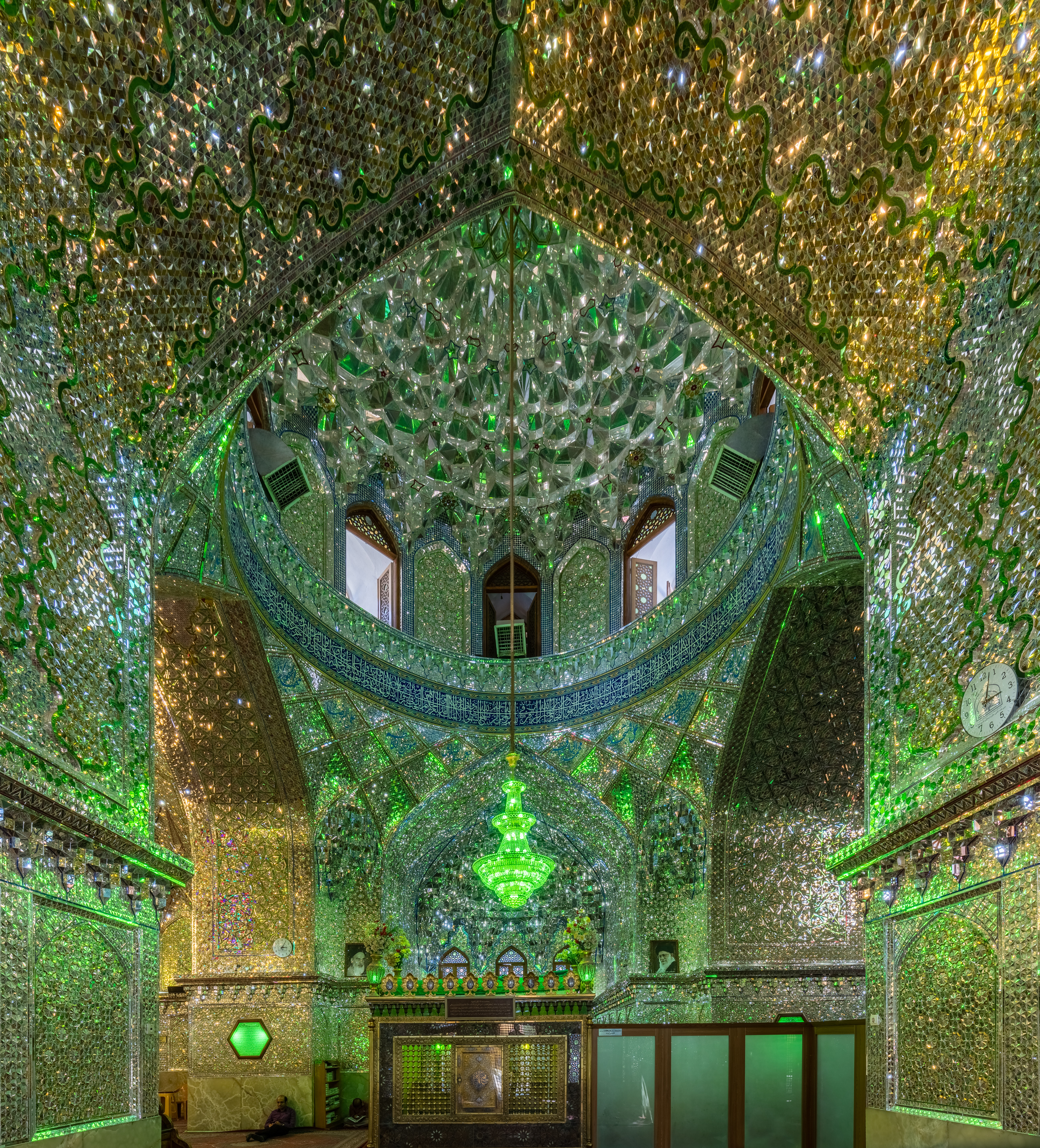
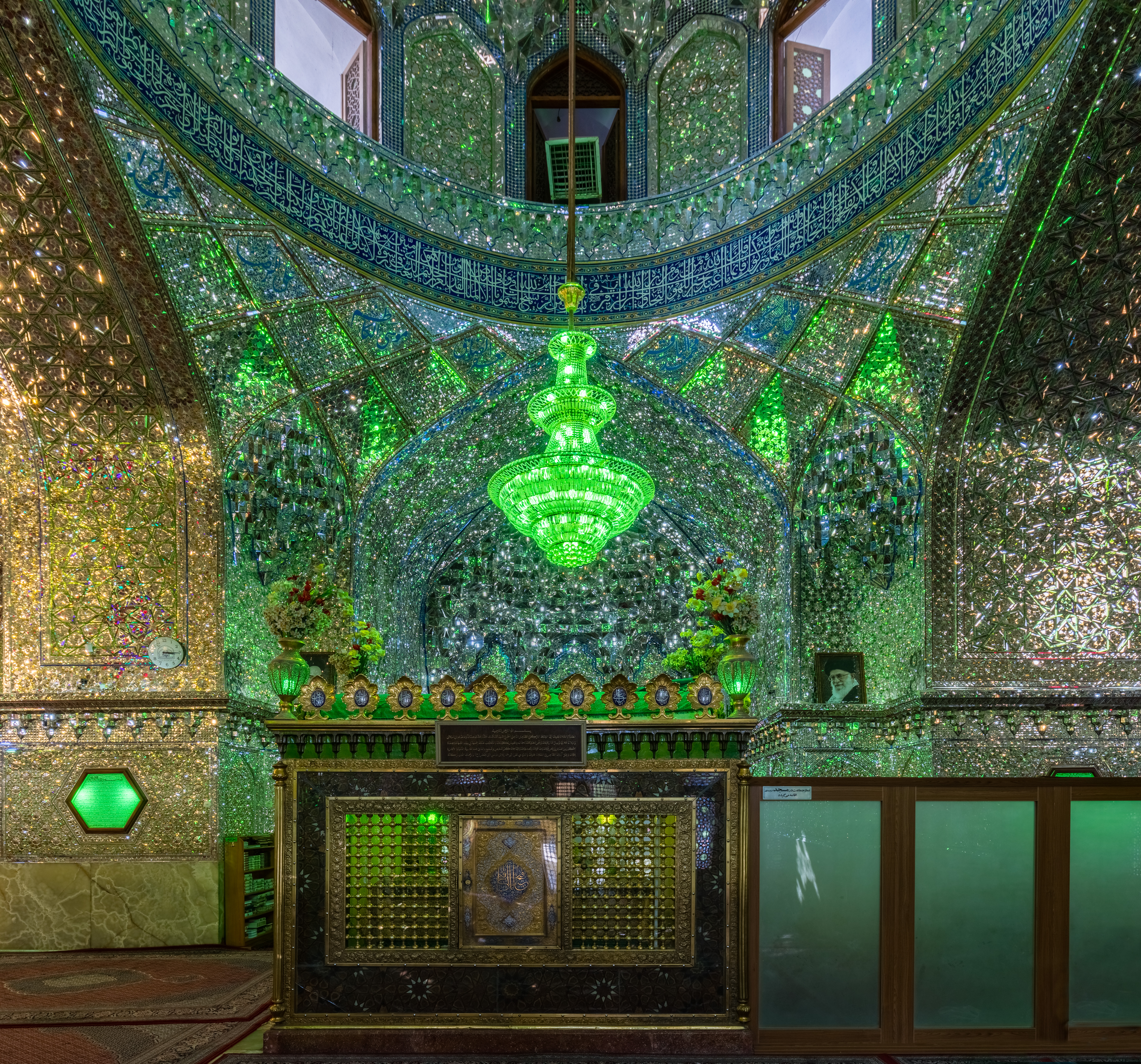
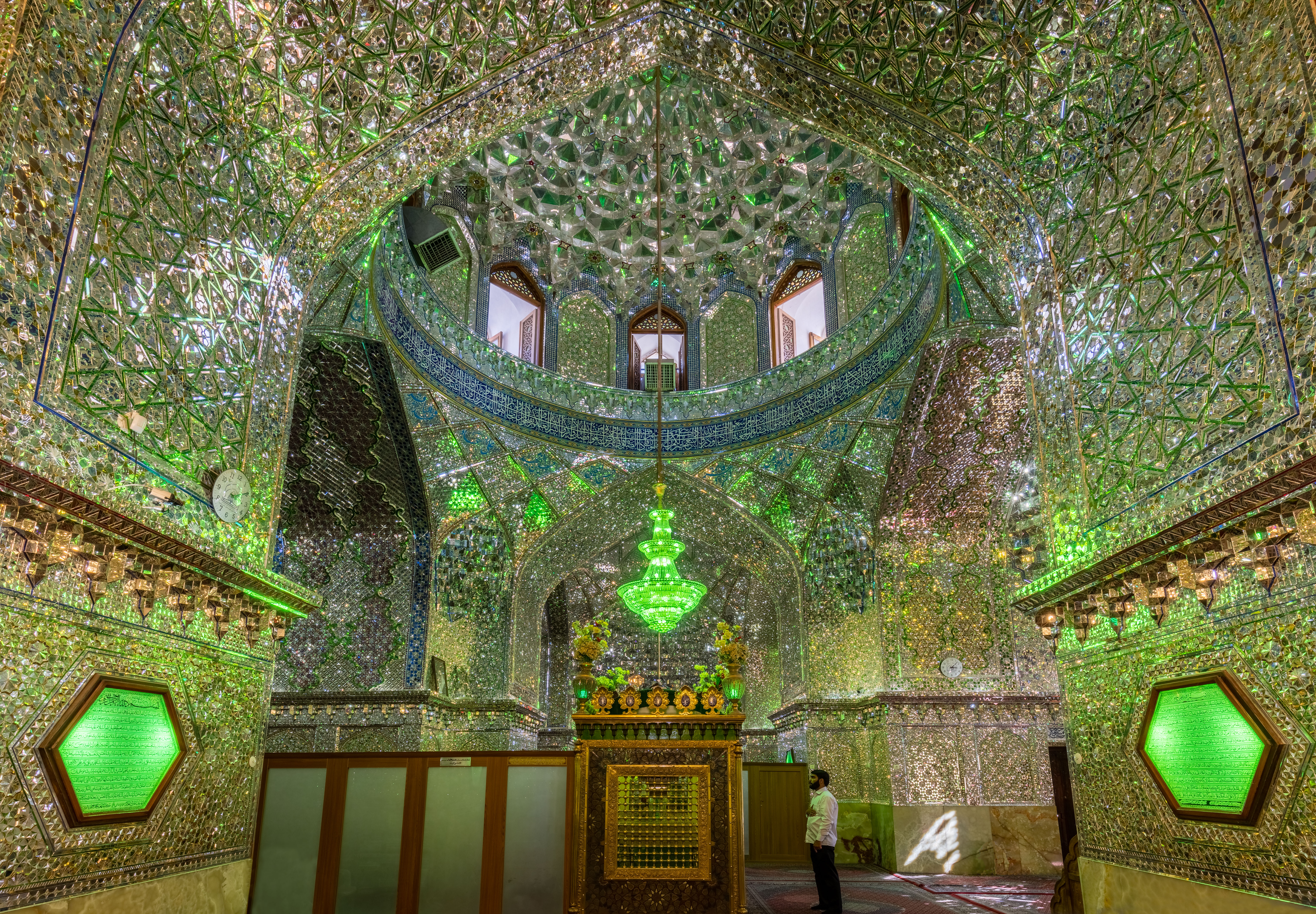
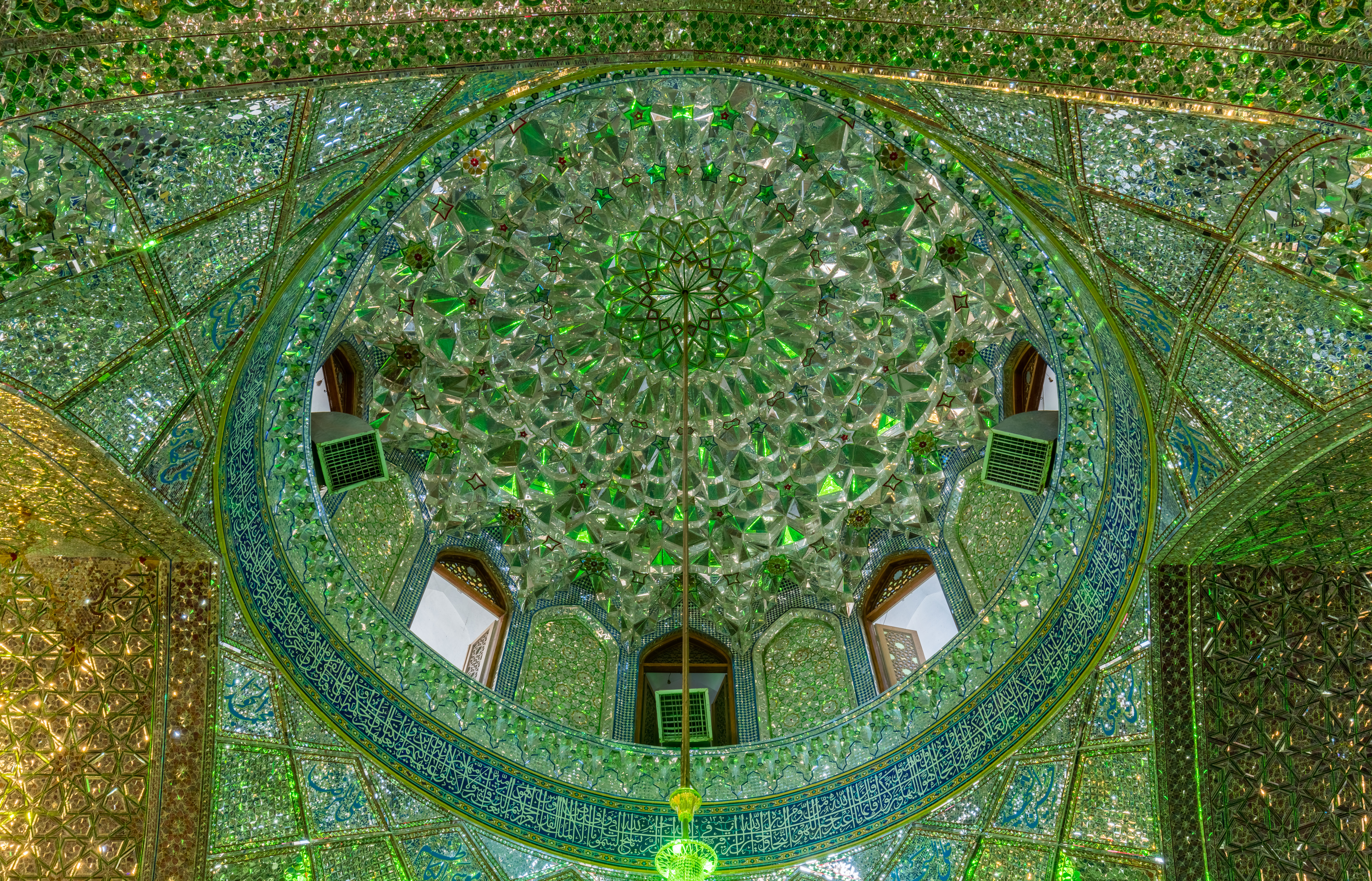